# Ил-26
Ил-26 — проект высотного стратегического бомбардировщика с шестью турбовинтовыми двигателями. Не вышел из проектной стадии.

## История создания
Начало Холодной войны встретило Советский Союз без стратегических бомбардировщиков. Техническое задание на создание нового бомбардировщика получили КБ Туполева и КБ Яковлева в 1947 году. В том же году в КБ Ильюшина было начато проектирование бомбардировщика Ил-26. Эскизный проект предполагал три варианта главной энергетической установки: шесть поршневых двигателей АШ-2ТК Швецова, шесть дизельных двигателей М-501 Яковлева или шесть турбовинтовых ВК-2 Микулина. Продувка в аэродинамической трубе и дальнейшие расчеты выявили неоспоримое преимущество ВК-2, дальнейшее проектирование самолёта осуществлялось по варианту с шестью ВК-2.
Самолёт должен был обладать прямым крылом площадью 475 квадратных метров и цилиндрическим по большей части длины фюзеляжем. Бомбовый отсек позволял вмещать до 12 000 кг бомб, при этом его объём позволял загрузить четыре ФАБ-3000. Важной особенностью проекта на поздней стадии были подвесные баки с горючим, отстреливающиеся после израсходования. Данное решение позволяло облегчить конструкцию бомбардировщика и увеличить его боевой радиус. Шасси — трёхстоечное, кроме того, проектом предусматривались две дополнительные стойки шасси, сбрасываемые сразу после взлёта.
Проектом предусматривался комплекс радиотехнического оборудования, включавшего в себя радиостанции РСБ-70, РСБ-5 и РСИУ-3, автоматический радиокомпас, радиолокационный прицел «Рубидий», аппаратуру дальней навигации «Меридиан», курсо-глиссадную систему «Материк», и другие устройства.
В связи с быстрым прогрессом КБ Туполева по Ту-85, а также постановкой в серию транспортно-пассажирского Ил-18 и фронтового бомбардировщика Ил-28 все работы по Ил-26 были прекращены директивно. Ил-26 стал последним проектом стратегического бомбардировщика для КБ Ильюшина.

## Вооружение
Оборонительное вооружение Ил-26 составляло четыре турельных пушечных установки: две в верхней полусфере и две в нижней, а также ещё одна в хвостовой части. Общее количество спаренных пушек достигало таким образом, десяти 23-мм Ш-3 конструкции Шпитального, размещавшихся в пяти дистанционно управляемых установках.. Бомбовое вооружение могло достигать 12 000 кг в едином бомбоотсеке, одна бомба весом 10 000 кг или четыре бомбы по 3 000 кг, а также различное количество более мелких бомб. Самолет также предполагали использовать как носитель создававшегося тогда в СССР ядерного оружия.

## Характеристики
Источник данных: ,

Технические характеристики
- Экипаж: 12 человек
- Длина: ?
- Высота: ?
- Площадь крыла: ?
- Нормальная взлётная масса: 190000 кг
- Силовая установка: 6 ×
- Мощность двигателей: 6 × 6х5000

Лётные характеристики
- Максимальная скорость:  
  - у земли: 545 км/ч
  - на высоте 9300 м: 560 км/ч
- Крейсерская скорость: 504 км/ч
- Боевой радиус: 4000 с бомбовой нагрузкой 1000 кг
- Перегоночная дальность: 11560 км
- Практический потолок: 12 400 м
- Время набора высоты:

Вооружение
- Стрелково-пушечное: 10хШ-23
- Точки подвески: бомбовый отсек
- Боевая нагрузка: до 20000 кг
- Бомбы: до 20 000 кг